# HelpAge
HelpAge International ist ein entwicklungspolitisches und humanitäres Hilfswerk, das die sozialen, wirtschaftlichen und kulturellen Rechte alter Menschen einfordert. Dazu fördert es beispielhafte Projekte zur Verbesserung der Lebensverhältnisse alter Menschen in Entwicklungs- und Transformationsländern. Diese Projekte sollen ihnen Anerkennung, finanzielle Absicherung, Wohlergehen und ein Leben in Würde ermöglichen.

## HelpAge International
Das Netzwerk vereint 127 rechtlich eigenständige Organisationen in über 77 Ländern. HelpAge International wurde 1983 gegründet, der Hauptsitz ist in London.
Die Projektfinanzierung erfolgt aus öffentlichen Mitteln und privaten Spenden. Die größten institutionellen Geber sind die Europäische Union und die britische Hilfsorganisation Help the Aged. Die Organisation ist beratendes Mitglied des Wirtschafts- und Sozialrats der Vereinten Nationen.

## HelpAge Deutschland

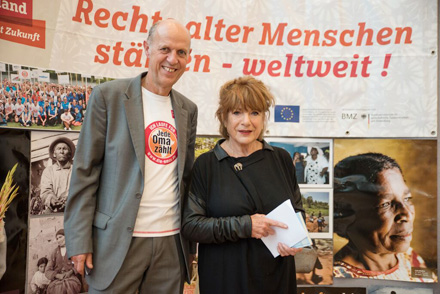
Schirmherrin Hannelore Hoger mit Gründer Lutz Hethey

Help Age Deutschland ist ein eingetragener Verein mit Sitz in Osnabrück, der am 12. Juli 2005 gegründet wurde und als gemeinnützig anerkannt ist. Der Arbeitsschwerpunkt liegt auf der entwicklungspolitischen Projektarbeit. Der Verein trägt das Spendensiegel des DZI.
Help Age Deutschland versucht gleichzeitig gezielt, Einfluss auf die Alten- und Entwicklungspolitik der Bundesregierung und der Europäischen Union zu nehmen, um Politik, Wirtschaft und Bevölkerung für die Bedürfnisse und Interessen älterer Menschen zu sensibilisieren.

### Vorstand und Team
Die Mitglieder von HelpAge Deutschland e. V. kommen aus der ganzen Bundesrepublik. Es sind Experten aus der Entwicklungspolitik, Arbeitnehmer aus sozialen Berufen, Lehrkräfte, Rechtsanwälte, Wissenschaftler und Unternehmer. Die Mitglieder und der Vorstand arbeiten hauptsächlich ehrenamtlich für den Verein. Ein bis zwei Mal pro Jahr treffen sich die Mitglieder zur Mitgliederversammlung, auf der über die Arbeit von HelpAge diskutiert und wichtige Richtungsentscheidungen getroffen werden. Die Organisation hat in ihrer Geschäftsstelle 17 hauptamtliche Mitarbeiter. Die Geschäftsführerin ist Sonja Birnbaum. Schirmherr ist der SPD-Politiker und ehemalige Bremer Bürgermeister Henning Scherf. Unterstützung erfährt HelpAge Deutschland auch durch die Schauspielerin Hannelore Hoger, die Schirmherrin der Kampagne Jede Oma zählt ist.